# ユーリー・ドロズドフ

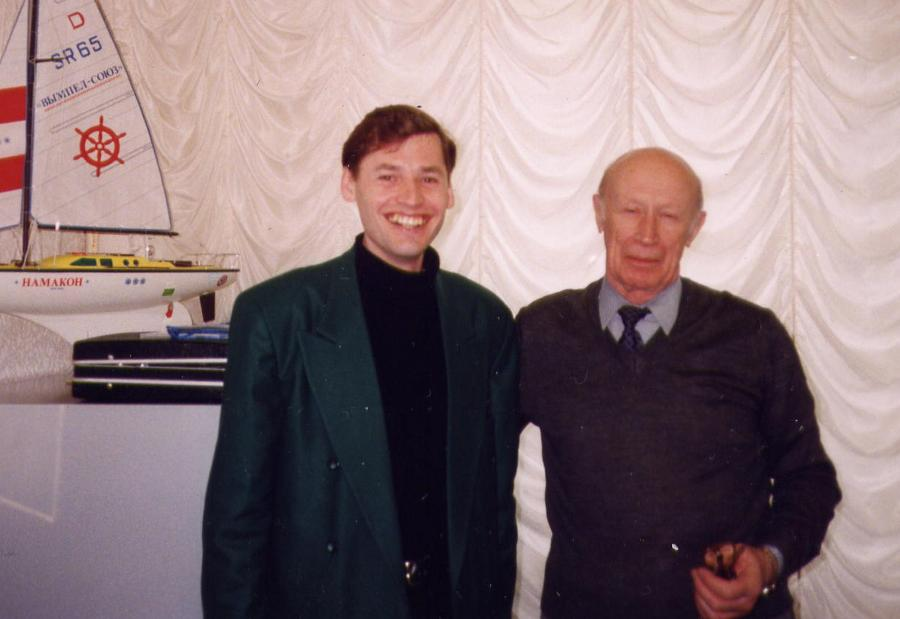
ユーリー・ドロズドフ（右）

ユーリー・ドロズドフ（Юрий Иванович Дроздов、1925年9月19日 - 2017年6月21日）は、ソ連の軍人、チェキスト、スパイ。退役少将。12年間（1979年 - 1991年）に渡って、ソ連国家保安委員会（KGB）の非合法諜報部門、「S」局長を務め、特殊部隊ヴィンペル部隊を創設した。

## 経歴
ミンスクの軍人の家庭に生まれる。1944年、エンゲルス市に疎開していた第1レニングラード砲兵学校を卒業し、1945年、砲兵としてベルリンの戦いに参加。
1956年、外国語軍事大学を卒業し、KGBに移った。1957年から1963年までイリーガルとして、クライネルト、ユルゲン・ドリヴス、ルドルフ・アベルの従兄弟等の偽名でドイツで活動した。グリニケ橋でのルドルフ・アベルとフランシス・ゲーリー・パワーズの交換に立ち会っている。1963年、作戦要員完全化課程に送られる。
1964年～1968年、在北京KGB支局長。1970年代初め、フォン・ホーエンシュタインの名前で西ドイツのBNDを撹乱した。1975年～1979年、駐国連ソ連副常任代表をカバーに在ニューヨークKGB支局長。
アフガニスタン侵攻時、KGB「S」局長となり、「グロム」、「ゼニート」部隊の特殊作戦を指導した。アフガニスタンでの戦訓に基づき、1981年8月、ヴィンペル部隊を創設した。
ソ連末期、アナリスト、イリーガル、外交官の役割を演じ、対外防諜に従事した。1991年、退役。
現在、情報分析会社「ナマコン」社長。諜報・特殊部隊退役者協会「ヴィンペル-ソユーズ」名誉総裁。

## パーソナル
十月革命勲章、赤旗勲章、労働赤旗勲章、一等祖国戦争勲章、赤星勲章、「名誉国家保安職員」胸章、「諜報における奉仕に対する」胸章を受章。

### 著書
- 「必要な仕事」（Нужная работа）
- 「ヴィンペルは格別」（Вымысел исключен）
- 「非合法諜報部長のメモ」（Записки начальника нелегальной разведки）